# Ordre du prince Iaroslav le Sage
L'ordre du prince Iaroslav le Sage (en ukrainien : орден князя Ярослава Мудрого), nommé en l'honneur de Iaroslav le Sage, est une récompense de l'Ukraine, décernée par son gouvernement.
Il est décerné pour des services distingués rendus à l'État et au peuple de la nation ukrainienne. L’ordre a été institué le 23 août 1995 par le président ukrainien, Leonid Koutchma.
L'ordre est attribué en cinq grades et comporte un ruban bleu avec une bande jaune sur chaque bord.

## Attribution
L'Ordre est décerné aux citoyens pour des services spéciaux pour la gloire de l'Ukraine dans le développement de la nation, le renforcement de la réputation internationale de l'Ukraine dans le domaine des affaires, de la science, de l'éducation, de la culture, de l'art, de la santé et pour des activités caritatives, humanistes et sociales exceptionnelles.
Les citoyens étrangers et les apatrides peuvent être décorés de l'ordre dans les catégories suivantes :
- 1re classe : chefs d'État (et leurs conjoints), les chefs religieux ;
- 2e classe : chefs de gouvernement et de parlement d'États souverains, hommes politiques et personnalités publiques de premier plan ;
- 3e classe : ministres des affaires étrangères, ministres d'autres ministères étrangers, ambassadeurs en Ukraine ;
- 4e et 5e classe : scientifiques, artistes, écrivains, personnalités religieuses, hommes d'affaires, militants des droits de l'homme, sportifs et autres célébrités.

## Insignes
| Classe     | Ruban | Médaille | Étoiles/Écharpe |
| ---------- | ----- | -------- | --------------- |
| 1re classe |       |          |                 |
| 2e classe  |       |          |                 |
| 3e classe  |       |          |                 |
| 4e classe  |       |          |                 |
| 5e classe  |       |          |                 |